# Youngov modul elastičnosti
Youngov modul elastičnosti ili samo modul elastičnosti predstavlja mjeru krutosti materijala i jednak je omjeru vlačnog naprezanja i linijske vlačne deformacije, u linearnom ili elastičnom dijelu dijagrama naprezanja. Krutost materijala je važna veličina pri određivanju stabilnosti i sigurnosti neke konstrukcije. Youngov modul elastičnosti vrijedi i za tlačna naprezanja kod većine materijala:
{\displaystyle E\equiv {\frac {\mbox{vlačno naprezanje}}{\mbox{produljenje}}}={\frac {\sigma }{\varepsilon }}={\frac {F/A_{0}}{\Delta L/L_{0}}}={\frac {FL_{0}}{A_{0}\Delta L}}}
gdje je:
E -  Youngov modul elastičnosti (N/mm2);
F - sila koja produljuje šipku ili štap (N);;
A0 - početni poprečni presjek šipke ili štapa u mirovanju (mm2);
ΔL - produljuje šipke ili štapa (m);
L0 - početna duljina šipke ili štapa (m);
σ – naprezanje u šipki ili štapu (N/mm2)
ε – omjer produljenja šipke ili štapa i njene duljine (bez dimenzije ili ΔL / Lo)
Youngov modul elastičnosti je nazvan prema britanskom znanstveniku Thomasu Youngu, iako je sam pojam razvio matematički Leonhard Euler, a prvi je pokuse izveo talijanski znanstvenik Giordano Riccati 1782., 25 godina prije Thomasa Younga.

## Primjena
Youngov modul elastičnosti nam može poslužiti da se izračuna produljenje ili suženje nekog materijala, koji je pod utjecajem neke vanjske sile. Da bi se točno odredila promjena obujma nekog krutog materijala, pod utjecajem sile, potrebno je poznavati i još neka svojstva materijala, kao što je modul smičnosti G, gustoću ili Poissonov omjer υ.
Hookeov zakon za elastične materijale iznosi: 
{\displaystyle \sigma =E\varepsilon }
ili
{\displaystyle \Delta L={\frac {F}{EA}}L={\frac {\sigma }{E}}L.}
gdje je: σ – naprezanje u šipki ili štapu (N/mm2), E – Youngov modul elastičnosti (N/mm2), ε – omjer produljenja šipke ili štapa i njene duljine (bez dimenzije ili ΔL / L), L – duljina štapa, ΔL - produljenje šipke ili štapa (mm), F – sila koja produljuje šipku ili štap (N), A – poprečni presjek šipke ili štapa (mm2) "Elementi strojeva", Karl-Heinz Decker, Tehnička knjiga Zagreb, 1975.</ref>
Hookeov zakon vrijedi (do granice razvlačenja) za čelik, a može poslužiti i za bakar, aluminij i drvo). Za neke druge materijale vrijedi potencijalni Hookeov zakon, koji je utvrđen na osnovu preciznih mjerenja:
ε = αo σn
gdje je: αo ≈ 1/E, n – za sivi lijev n = 1,08 za vlak i n = 1,04 za tlak; za lijevani cink, granit, beton vrijedi n = 1,14 – 1,16; za kožu i užad od konoplje n = 0,7.
Ako poznajemo Youngov modul elastičnosti za neki materijal, može se izračunati sila koja djeluje na njega, ako izmjerimo produljenje ili suženje materijala:
{\displaystyle F={\frac {EA_{0}\Delta L}{L_{0}}}}
Na osnovu Hookeovog zakona i Youngovog modula elastičnosti može se izračunati i konstanta opruge k:
{\displaystyle F=\left({\frac {EA_{0}}{L_{0}}}\right)\Delta L=kx\,}
gdje je:
{\displaystyle k={\begin{matrix}{\frac {EA_{0}}{L_{0}}}\end{matrix}}\,}
{\displaystyle x=\Delta L.\,}
Ili potencijalna energija opruge:
{\displaystyle U_{e}=\int {kx}\,dx={\frac {1}{2}}kx^{2}.}

### Odnosi između elastičnih konstanti
Za homogene izotropne materijale postoji jednostavan odnos između elastičnih konstanti (Youngov modul elastičnosti E, modul smičnosti G, ukupni modul elastičnosti K i Poissonov omjer υ):
{\displaystyle E=2G(1+\nu )=3K(1-2\nu ).\,}

## Vrijednosti Youngovog modula elastičnosti
Youngov modul elastičnosti se ispituje ponekad s različitim metodama i uzorcima za ispitivanje, pa postoje male razlike u usporedbi njihovih vrijednosti. 
| Materijal                                               | GPa        | lbf/in2 (psi)           |
| ------------------------------------------------------- | ---------- | ----------------------- |
| Guma (male deformacije)                                 | 0,01–0,1   | 1 500–15 000            |
| PTFE (Teflon)                                           | 0,5        | 75 000                  |
| Polietilen male gustoće                                 | 0,2        | 30 000                  |
| Polietilen velike gustoće (HDPE)                        | 0,8        |                         |
| Polipropilen                                            | 1,5-2      | 217 000–290 000         |
| Proteinska ljuska virusa (kapsida)                      | 1–3        | 150 000–435 000         |
| Polietilentereftalat ili Dacron                         | 2-2,7      |                         |
| Polistiren                                              | 3-3,5      | 435 000–505 000         |
| Najlon                                                  | 2–4        | 290 000–580 000         |
| Dvoatomne frustule (uglavnom silicijeva kiselina)       | 0,35–2,77  | 50 000–400 000          |
| Vlaknasti paneli srednje gustoće                        | 4          | 580 000                 |
| Borovo drvo (uzduž vlakana)                             | 8,963      | 1 300 000               |
| Hrastovo drvo (uzduž vlakana)                           | 11         | 1 600 000               |
| Beton velike čvrstoće (tlak)                            | 30         | 4 350 000               |
| Vlakna konoplje                                         | 35         |                         |
| Magnezij metal (Mg)                                     | 45         | 6 500 000               |
| Vlakna lana                                             | 58         |                         |
| Aluminij                                                | 69         | 10 000 000              |
| Vlakna koprive                                          | 87         |                         |
| Staklo                                                  | 50–90      |                         |
| Aramidna vlakna                                         | 70,5–112,4 |                         |
| Sedef na školjkašima (uglavnom kalcijev karbonat)       | 70         | 10 000 000              |
| Zubna caklina (uglavnom kalcijev fosfat)                | 83         | 12 000 000              |
| Mjed i bronca                                           | 100–125    | 17 000 000              |
| Titanij (Ti)                                            |            | 16 000 000              |
| Titanijevi spojevi                                      | 105–120    | 15 000 000–17 500 000   |
| Bakar (Cu)                                              | 117        | 17 000 000              |
| Stakloplatika (70/30 težinski, uzduž vlakana)           | 40–45      | 5,800,000–6,500,000     |
| Poliesterska stakloplatika                              | 17,2       | 2 500 000               |
| Ugljikova stakloplatika (50/50 težinski, uzduž vlakana) | 125–150    | 18 000 000–22 000 000   |
| Ugljikova stakloplatika (70/30 težinski, uzduž vlakana) | 181        | 26 300 000              |
| Silicij                                                 | 130-185    |                         |
| Kovano željezo                                          | 190–210    |                         |
| Čelik                                                   | 200        | 29 000 000              |
| Polikristalni itrij-željezni granati (YIG)              | 193        | 28 000 000              |
| Jednokristalni itrij-željezni granati (YIG)             | 200        | 30 000 000              |
| Berilij (Be)                                            | 287        | 42 000 000              |
| Molibden (Mo)                                           | 329        |                         |
| Volfram (W)                                             | 400–410    | 58 000 000–59 500 000   |
| Safir (Al2O3) uzduž C-osi                               | 435        | 63 000 000              |
| Silicijev karbid (SiC)                                  | 450        | 65 000 000              |
| Osmij (Os)                                              | 550        | 79 800 000              |
| Voframov karbid (WC)                                    | 450–650    | 65 000 000–94 000 000   |
| Jednozidne ugljikove nanocijevi                         | 1,000      | 145 000 000             |
| Grafen                                                  | 1000       |                         |
| Dijamant (C)                                            | 1220       | 150 000 000–175 000 000 |